# Riley Clemmons
Riley Elizabeth Clemmons (Nashville, Tennessee; 9 de diciembre de 1999) más conocida como Riley Clemmons es una cantante estadounidense de música cristiana que toca música de adoración contemporánea de estilo pop cristiano. Es conocida por sus éxitos «Broken Prayers» y «Better For It». Lanzó su álbum debut homónimo con el sello discográfico estadounidense Capitol Christian Music Group el 4 de agosto de 2018.

## Primeros años y personal
Clemmons fue descubierta en un concurso escolar en Nashville por el mánager, Mitchell Solarek. Comenzó a escribir canciones a la edad de 13 años y cantó en eventos alrededor de su ciudad natal. Ella ha trabajado en el arte musical durante varios años, incluyendo ocho años de lecciones vocales y una década de lecciones de baile. Actualmente forma parte del sello discográfico Capitol Christian Music Group.

## Carrera musical
En 2015, Clemmons firmó con el sello independiente, Maxx Recordings. Sus letras están inspiradas en las luchas de sus relaciones y su fe. Ella usa el poder de la música y las palabras para despertar y alentar a la generación de la que forma parte.

### Mayor avance y álbum de estudio homónimo (2017 – presente)
Clemmons lanzó su sencillo debut «Broken Prayers», a través de Capitol CMG el 8 de diciembre de 2017. Un video musical fue lanzado el mismo día. Ella habló la historia detrás de la canción en un video subido a su canal de YouTube, «La canción «Broken Prayers» vino realmente de un lugar de quebrantamiento y esa sensación de tener que reunirse y traer la mejor versión o imagen perfecta de uno mismo para Dios, básicamente sentir que las piezas rotas no son lo suficientemente buenas para Dios. La canción vino de un lugar donde verdaderamente se encuentra la paz en el hecho de que Dios te lleva a tu lugar más roto, a tu lugar más bajo y más duro. Y no solo te lleva allí, pero se deleita en eso. Y el te ama genuinamente en ese lugar». La canción fue enviada a la radio cristiana y alcanzó el puesto número 17 en la lista Hot Christian Songs.
Ella lanzó un segundo sencillo, «Better For It» el 8 de junio de 2018, al igual que también se lanzó un video musical. La canción alcanzó su punto máximo en el número 37 en la lista Hot Christian Songs. Clemmons anunció que se uniría a Danny Gokey y Tauren Wells para la gira «The Hope Encounter» de septiembre a noviembre. El 19 de julio de 2018 se lanzó un video musical para la canción «Hold On».
El álbum de estudio homónimo de Clemmons se lanzó el 4 de agosto de 2018. El álbum debutó en el número 28 de la lista Top Christian Albums y en el número 13 del listado Heatseekers Albums de Estados Unidos.

## Discografía

### Álbumes de estudio
- Church Pew (2023)
- Godsend (2021)
- Riley Clemmons (2018)